# Brita
Brita is een Duits bedrijf dat waterfiltratieproducten verkoopt.

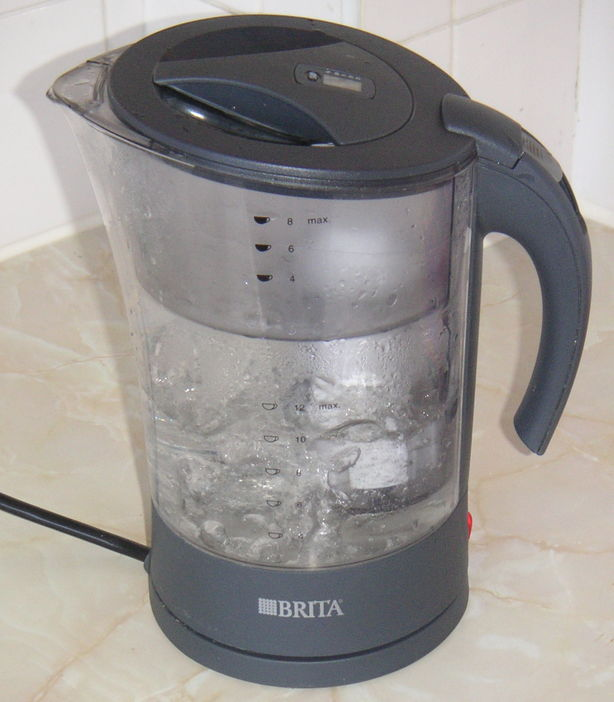
Een waterkan met het logo

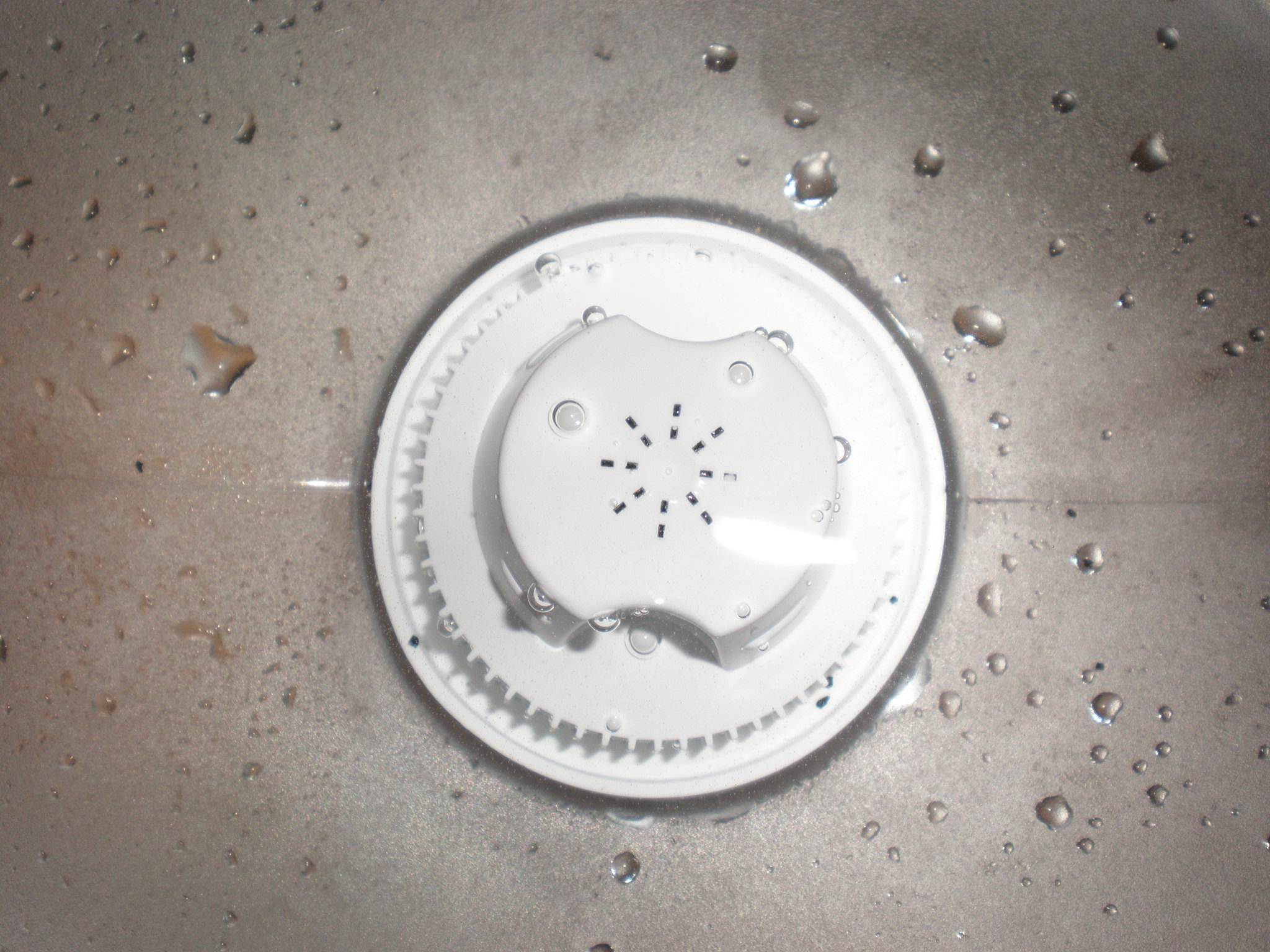
Een filter in een waterkan

Het bedrijf werd opgericht in 1966. De firma is marktleider in draagbare verbruikspunt-drinkwatersystemen. Brita levert waterkannen en waterkokers die op de (keuken)kraan worden aangesloten. Ze gebruiken allemaal zilver-geïmpregneerde actieve kool en kunstharsfilters met ionenwisseling als primair filtermechanisme, zoals worden gebruikt bij waterontharding. De actieve kool gebruikt in de filters wordt vervaardigd uit kokosnootschelpen. Het bedrijf vervaardigt haar kannen en kruiken uit een copolymeer van styreen en methylmethacrylaat.

## Kritiek
Het gebruiken van een Brita-filter, omdat dit gezonder zou zijn, is zoals elk waterverbeteringsmethode niet geheel onomstreden. Door gebruik te maken van het Brita filterpatroon zal het water grotendeels worden ontdaan van calcium- en magnesiumionen, terwijl sommige fabrikanten van flessenwater juist het extra van deze mineralen in hun water aanprijzen als gezondheidsargument. Daarnaast wordt in het filter ter ontsmetting een zilververbinding toegevoegd om bacteriegroei te vertragen. Deze zilververbindingen lekken weg in het gefilterde water, terwijl de Wereld Gezondheidsorganisatie heeft gewaarschuwd voor het gebruik van zilver om bacteriegroei te remmen, hoewel een echt schadelijke concentratie zilver zelden zal worden bereikt. Een waterleidingbedrijf gebruikt daarom geen zilver voor ontsmetting maar ultraviolet licht.
Goed drinkwater heeft een reinigende, oplossende en afdrijvende functie. De hoeveelheid totaal vaste stof (TVS) en de zuurtegraad (pH) zijn daardoor ook van belang. Het met de Brita-methode behandelde water is volgens de wettelijke normen niet langer leidingwater maar voeding. Voor voedingsmiddelen gelden andere vastgestelde normen.

## Geschiedenis
Brita begon in 1966 toen Heinz Hankammer het idee ontwikkelde om het normale leidingwater aan het tappunt te filteren. Hij noemde het bedrijf naar zijn dochter. Wat begon als eenmansoperatie, ontwikkelde zich al snel tot een internationaal bedrijf.
BRITA heeft dochterondernemingen en joint ventures in negen landen. De productie vindt niet meer alleen plaats in de hoofdvestiging van het bedrijf in Taunusstein in Duitsland, maar ook in Groot-Brittannië en Zwitserland.